# Верроский уезд
Верроский уезд, Верросский уезд (эст. Võru kreis; нем. Kreis Werro) — административная единица Лифляндской губернии Российской империи, затем Эстонской республики, существовавшая в 1745 — 1920 годах. 
Центр уезда (уездный город) — город Верро.

## История
Уезд образован в 1745 году в составе Рижской губернии России. В 1783 году, по распоряжению царицы Екатерины II, из южной и юго-восточной части Юрьевского уезда был создан новый уезд, центром должно было стать государственное поместье Вана-Койола. Через некоторое время Екатерина II дала разрешение генерал-губернатору Георгу фон Броуну на покупку частного поместья Верро для строительства города. В 1796 году после преобразования Рижского наместничества Верроский уезд вошёл в состав Лифляндской губернии. В 1920 году уезд отошёл к независимой Эстонской республики. 

## Население
По переписи 1897 года население уезда составляло 97 185 человек, в том числе в Верро — 4152 жит.

### Национальный состав
Национальный состав по переписи 1897 года:
- эстонцы — 90 060 чел. (92,7 %),
- латыши — 3371 чел. (3,5 %),
- немцы — 1969 чел. (2,0 %),
- русские — 1356 чел. (1,4 %),

В другом источнике указано что по переписи 1897 года в уезде около 97 000 жителей, из коих евреев 321, в том числе в городе Верро жителей 4 152, евреев 258.

## Административное деление
В 1913 году в уезде было 47 волостей:
| - Александровская — д. Кайола, - Бентенская — ус. Бентенгоф, - Вальгьерская — ус. Юксина, - Вериорская — д. Вирускуля, - Верроская — мыза Веррохоф, - Витинская — ус. Витина, - Гангофская — им. Гангоф, - Геймадраская — д. Каларац, - Зоммерпаленская — ус. Зоммерпален, - Ильценская — ус. Ильцен, - Кагъярвская — ус. Каверсгоф, - Казерицкая — им. Старо-Кезериц, | - Кароленская — ус. Каролен, - Кахквасская — д. Суреверкс, - Кергельская — ус. Кергель, - Киомаская — д. Киома, - Корастская — ус. Ребазе, - Крабийская — ус. Шенангерн, - Кротузская — ус. Келлиц, - Ланамецкая — ус. Ланамец, - Ласваская — ус. Уиргаски, - Линамегская — ус. Линамег, - Лозийская — д. Оригума, - Мексийская — д. Мешкорм, | - Менцицская — ус. Менциц, - Миссоская — д. Пулипедра, - Мейзекацкая — мыза Мейзекац, - Нейгаузенская — д. Едаскюла, - Ново-Анценская — ус. Ново-Анцен, - Ново-Розенская — ус. Ново-Розен, - Нурзийская — ус. Старо-Нурзи, - Оравская — д. Орава, - Пельгская — ус. Калимая, - Перийская — д. Анакюля, - Раугеская — ус. Рауге, - Репиская — д. Ямакюля, | - Рогозинская — ус. Рогозинский, - Саарская, - Салусская — ус. Саульгоф, - Старо-Анценская — ус. Старо-Анцен, - Старо-Коиольская — д. Виссе, - Старо-Розенская — ус. Розенгоф, - Тиммоская — ус. Юкси, - Толамаская — д. Левако, - Урвастская — ус. Урбс, - Цоррусская — ус. Фиренгоф, - Эрастверская — ус. Сиккане, - 1-участок — г. Верро, - 2-участок — ст. Анцен, - 3-участок — г. Верро. |

* Примечание: д. — деревня, ус. — усадьба, ст. — железнодорожная станция, г. — город